# Estação Iungorodok
Iungorodok (em russo:  Юнгородок) é uma estação terminal da Linha 1 do Metro de Samara, na Rússia. A estação «Iungorodok» está localizada após a estação «Kirovskaia». Próxima estação nesta linha a ser construída no futuro deve ser nomeada «Krylya Sovetov» (mesmo nome do clube de futebol bem conhecido da cidade).